# Distretto di Chartaq
Il distretto di Chartaq (usbeco Chortoq) è uno degli 11 distretti della Regione di Namangan, in Uzbekistan. Il capoluogo è Chartaq.